# Catherine Sueur
Pour les articles homonymes, voir Sueur (homonymie).
Catherine Sueur, née le 9 décembre 1975 à Orléans, est une haute fonctionnaire française.
Elle est la fille cadette de Jean-Pierre Sueur, universitaire et homme politique socialiste, et de son épouse Monique Pontier, universitaire et mathématicienne.

## Formation
Elle est élève à l'École polytechnique (entrée en 1996), puis à l'ENA (2001 à 2003, promotion René Cassin). Elle devient alors inspectrice des finances.

## Carrière
Après quelques inspections de services administratifs, elle devient administratice générale adjointe du musée du Louvre en 2007.
Elle est secrétaire générale du journal Le Monde de 2011 à 2012.
De retour dans l'administration publique, elle  est directrice générale déléguée de Radio France de 2012 à 2015, auprès de Jean-Luc Hees.
Elle est ensuite nommée directrice générale adjointe de l'Assistance publique - Hôpitaux de Paris de 2017 à 2018. Cette institution traverse alors une crise financière, et Catherine Sueur s'occupe d'un plan de réorganisation.
Elle réintègre l'inspection générale des finances en 2018. 
Peu après, Louis Dreyfus l'appelle à nouveau à rejoindre le groupe Le Monde, pour l'aider à guider les magazines du groupe. Elle préside Télérama en 2019.
Le 13 avril 2022, elle est nommée cheffe du service de l'Inspection générale des finances à compter du 1er mai 2022, en remplacement de Marie-Christine Lepetit.